# شاخابه

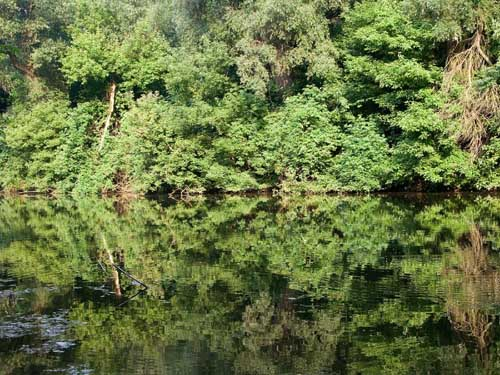
دانوب کوچک در اسلواکی - یک شاخه از دانوب

به شاخه‌ای فرعی که از رود اصلی جدا شود و به آن بازنگردد شاخابه (Distributary)، شاخابه گسستی یا شاخابه جداشونده گفته می‌شود. شاخابه‌های جدا از رود اصلی به‌طور مستقل به دریاچه، دریا یا اقیانوس می‌ریزند. شاخابه‌ها ممکن است بر اثر نهشت رود و مسدود شدن آبراههٔ اولیه ایجاد شوند. برعکس شاخابه‌ها، اگر رودی در مسیر خود به دریا نریزد بلکه به رود بزرگ‌تری بپیوندد به آن رود اولیه ریزابه می‌گویند.